# Bohúňovo
Bohúňovo é um município da Eslováquia, situado no distrito de Rožňava, na região de Košice. Tem 6,81 km² de área e sua população em 2018 foi estimada em 286 habitantes.

## Demografia
| Ano:        | 1994 | 2004   | 2014    | 2024   |
| ----------- | ---- | ------ | ------- | ------ |
| Broj ljudi: | 333  | 323    | 275     | 266    |
| Razlika:    |      | -3,00% | -14,86% | -3,27% |

| Ano:               | 2023 | 2024   |
| ------------------ | ---- | ------ |
| Número de pessoas: | 268  | 266    |
| Diferença:         |      | -0,74% |